# 2023 au Kazakhstan
Chronologie du Kazakhstan
- 2019
- 2020
- 2021
- 2022
- 2023
- 2024
- 2025
- 2026
- 2027

Cet article présente les faits marquants de l'année 2023 au Kazakhstan.

## Évènements
- 14 janvier : élections sénatoriales.
- 19 mars : élections législatives.
- 28 octobre : un coup de grisou dans la mine de Kostenko, proche de Karaganda, cause au moins 45 morts confirmés et 1 disparu présumé mort[1], ce qui en fait le pire accident minier s'étant produit au Kazakhstan depuis son indépendance[1] ; le président du Kazakhstan Kassym-Jomart Tokaïev met fin à la coopération de son gouvernement avec le groupe ArcelorMittal, dont la mine de Kostenko faisait partie[2], dénonçant le caractère systémique des accidents dans les mines kazakhes de ce groupe[2] et le qualifiant de « pire entreprise de l'histoire du Kazakhstan du point de vue de la coopération avec le gouvernement »[1].

## Sport

### Échecs
- Le chinois Ding Liren remporte le Championnat du monde d'échecs à Astana.

## Décès
- 26 juin : Vladimir Sedov, haltérophile